# Акмолинские областные ведомости
«Акмолинские областные ведомости» — газета, печатный орган Степного генерал-губернаторства. Издавалась в Омске периодичностью два раза в месяц, с 1871—1979. С 1880—1914 еженедельно. В официальном разделе публиковались указы, циркуляры, постановления Российского правительства. В других рубриках печатались областные новости, объявления. В виде приложений к Акмолинские областные ведомости на казахском языке издавалась «Дала уәлатының газеті», на русском языке — «Особое дополнение к Акмолинским областным ведомостям» (1888— 93) и «Киргизская степная газета» (1894—1901).